# Gare de Maximiliansau Im Rüsten
La gare de Maximiliansau Im Rüsten, en allemand Bahnhof Maximiliansau Im Rüsten, est une gare ferroviaire allemande, située à Wörth, arrondissement de Germersheim dans le land de la Rhénanie-Palatinat.
C'est une halte voyageurs de la Deutsche Bahn (DB) desservie par des trains Regionalbahn.

## Situation ferroviaire
Établie à 104 mètres d'altitude, la gare de Maximiliansau Im Rüsten est située au point kilométrique (PK) 51,5 de la Bienwaldbahn, entre les gares de Wörth (Rhein) et de Hagenbach.

## Service des voyageurs

### Desserte
Maximiliansau Im Rüsten est desservie par des trains régionaux, Regionalbahn, de la ligne Wörth (Rhein) - Lauterbourg.

### Intermodalité
Un parc pour les vélos et un parking pour les véhicules y sont aménagés. 